# فاینال فانتزی ۷
فاینال فانتزی ۷ (به ژاپنی: ファイナルファンタジーVII Fainaru Fantajī Sebun، به انگلیسی: Final Fantasy VII) یک بازی ویدئویی به سبک نقش‌آفرینی ساخته شده توسط اسکوئر (که امروزه با نام اسکوئر انیکس شهرت دارد) و توسط سونی کامپیوتر انترتینمنت به عنوان هفتمین قسمت از مجموعه بازی‌های فاینال فانتزی به‌شمار می‌رود و همچنین اولین نسخه‌ای در این سری بود که از گرافیک سه‌بعدی رایانه‌ای استفاده کرد. این بازی در سال ۱۹۹۷ برای کنسول پلی‌استیشن و در سال ۱۹۹۸ برای رایانه‌های شخصی و در سال ۲۰۰۹ بر روی شبکه پلی‌استیشن منتشر شده‌است. این اولین بازی در این سری بود که از گرافیک سه‌بعدی رایانه‌ای استفاده می‌کرد.
توسعه فاینال فانتزی هفت از سال ۱۹۹۴ شروع شد و در ابتدا پروژه‌ای برای سیستم سوپر نینتندو بود که بعداً به نینتندو ۶۴ تغییر کرد، اما به دلیل کمبود فضا روی کارتریج این سیستم، بازی به پلی‌استیشن منتقل شد. موسیقی بازی اثر نوبوو اوئماتسو، و طراحی شخصیت‌ها توسط تتسویا نومورا و یوسوکه ناورا انجام شده بود.
داستان بازی دربارهٔ شخصیت اصلی به نام کلاود استرایف است که به کمک دیگران سعی در توقف شرکت شینرا که با استفاده بیش از حد از انرژی سیاره در حال نابود کردن آن بود را دارد. در خلال داستان شینرا و کلاود برای مبارزه با شخصیت منفی اصلی سفیراث متحد می‌شوند.
فاینال فانتزی ۷ به لطف تبلیغات قوی به سرعت به موفقیت تجاری رسید. تا مه ۲۰۱۰ بازی ۱۰ میلیون نسخه فروش داشته‌است که بدین ترتیب پرفروش‌ترین بازی در مجموعه فاینال فانتزی به حساب می‌آید. فاینال فانتزی ۷ نقدهای مثبت فراوانی را در زمینه موسیقی، داستان، گرافیک و گیم پلی دریافت کرد، همچنین فاینال فانتزی ۷ به عنوان بازی شناخته می‌شود که سبک نقش آفرینی را در خارج از کشور ژاپن محبوب کرد. بازی معمولاً در لیست برترین بازی‌های تاریخ جایگاه بالایی داشته و محبوبیتش به جایی رسید که اسکوئر انیکس دنباله‌های فراوانی از بازی را تحت عنوان کلی گردآوری فاینال فانتزی ۷ روی سیستم‌های مختلف ارائه کرد.

## روندبازی
مانند بازی‌های قبلی این سری، فاینال فانتزی ۷، شامل سه مد اصلی است: یک نقشه کلی جهان، نقشه مناطق و صحنه‌های نبرد. نقشه کلی یک مدل سه بعدی کوچک شده از دنیای بازی است که بازیکن برای دسترسی به نقاط مختلف بازی در آن سفر می‌کند. برای سفر در بازی می‌توان پیاده یا سوار بر چوکوبو، کشتی پرنده، قایق و غیره حرکت کرد. داخل شهرها و مناطق بازی از مدل‌های از پیش رندر شده با اندازه واقعی استفاده شده. صحنه نبرد نمونه‌ای سه بعدی از محیط بازی است که در آن بازیکن با موجودات مختلف که توسط کامپیوتر کنترل می‌شوند مبارزه می‌کند. در حالی که مدل شخصیت‌ها در نقشه بدشکل است، مدل‌ها در صحنه نبرد واقعی تر هستند. فاینال فانتزی هفت اولین بازی در سری است که از مدل‌های سه‌بعدی استفاده می‌کند.
در ابتدا بازیکن به شهر میدگار محدود است اما در ادامه تمام دنیا قابل دسترس می‌شود. پیشروی در داستان بازی بیشتر با دیالوگ‌های نوشتاری انجام می‌شود و البته از صحنه‌های سینمایی از پیش رندر شده نیز استفاده شده‌است.

### روش مبارزه
در صحنه‌های نبرد، بازی از سیستم نبرد زمان فعال استفاده می‌کند که توسط هیرویوکی ایتو طراحی شده و اولین بار در فاینال فانتزی شش ارائه شد. بر خلاف بازی‌های قبلی این سری که اجازه حضور ۴ یا ۵ بازیکن را در صحنه نبرد می‌دادند، در فاینال فانتزی ۷ فقط امکان حضور سه نفر به‌طور هم‌زمان در گروه وجود دارد.
سیستم قدرت‌ها در فاینال فانتزی هفت بر پایه استفاده از متریا می‌باشد که هر شخصیت می‌تواند از آن استفاده کند. متریاها گوی‌های جادویی هستند که که در فضای مخصوصی در سلاح یا زره کار گذاشته شده و توانایی استفاده از جادو یا احضار موجودات و قدرت‌های خاص را به بازیکن می‌دهند. همچنین متریاهای جادویی توان فیزیکی شخصیت را کاهش می‌دهند. همچنین می‌توان متریاها را ترکیب کرد و قدرتشان را افزایش داد.
هر شخصیت یک خط تحمل دارد که با آسیب دیدن شخصیت پر می‌شود. با پر شدن خط، شخصیت می‌تواند از لیمیت بریک (نقطه جوش) استفاده کرده و حرکت ویژه‌ای را که قوی تر از حرکات عادی خودش است استفاده کند. بر خلاف متریا، هر شخصیت لیمیت بریک خاص خود را دارد و به جز شخصیت کیت سیث، هر کدام تا چهار سطح قابل ارتقا هستند.

### محیط
محیط بازی شبیه فاینال فانتزی ۶ است بدین ترتیب که در فضایی مدرن و پیشرفته‌تر از پنج نسخه قبلی اتفاق می‌افتد. در کل، فضای بازی حالتی صنعتی و علمی تخیلی دارد. دنیای فاینال فانتزی هفت که در بازی با نام سیاره شناخته می‌شود، از سه خشکی اصلی تشکیل شده. قاره شرقی که شهر میدگار قرار دارد. میدگار ابرشهری است صنعتی که به دلیل واقع شدن شرکت الکتریکی شینرا در آن، به عنوان پایتخت دنیا شناخته می‌شود. شینرا در واقع به عنوان دولتی جهانی عمل می‌کند. سایر اماکن این قاره شامل جونان، پایگاه نظامی شینرا، فورت کندور، دژی با یک ققنوس عظیم در بالای آن که رآکتور ماکو را می‌پوشاند، یک مزرعه چوکوبو و کالم، شهری کوچک با معماری اروپایی قرون وسطی.
بیشتر مناطق قابل دسترس در بازی در قاره غربی قرار دارند. شامل شهر بازی گلد ساوسر و زندان کورل در زیر آن، ساحل توریستی کوستا دل سول، شهر کوچک گانگاگا، شهر نیبل‌هایم در پای کوه نیبل، شهر راکت که پرتاب ناموفق موشک شینرا در آن اتفاق افتاد، منطقه‌ای کوچک به نام کاسمو کنیون که مردمش در همزیستی با طبیعت زندگی کرده و معتقدند که باید در خدمت بهبود سیاره زندگی کرد.
همچنین شهر ووتای که نمایی ژاپنی دارد در این قاره واقع شده قاره شمالی بیشتر با یخ و برف پوشیده شده و شامل یک گروه معدن کار، شهر باستانی ها، یک منطقه اسکی و همچنین آتشفشان شمالی است. اوج داستان بازی در این آتشفشان اتفاق می‌افتد.

### شخصیت‌ها
نه شخصیت اصلی قابل بازی عبارتند از:
- کلاود استرایف[پانویس ۲۰] یک سرباز مزدور که مدعی است عضو سطح اول گروه سولجر شینرا بوده
- برت والاس[پانویس ۲۱] رهبر گروه ضد شینرا به نام آوالانچ
- تیفا لاکهارت[پانویس ۲۲] صاحب بار و دوست دوران کودکی کلاود
- ارس گینزبورو[پانویس ۲۳] دختر گل فروش که توسط گروه ترکس شینرا تعقیب می‌شود
- رد سیزده[پانویس ۲۴] موجودی شیر مانند که تحت آزمایش‌های شینرا بوده
- کیت سیث[پانویس ۲۵] یک گربه روباتی که پیشگو می‌باشد و روی یک عروسک سوار است.
- سید هایویند[پانویس ۲۶] خلبانی که آرزو دارد اولین انسان فضانورد باشد
- یوفی کیساراگی[پانویس ۲۷] دزد جوان که نینجا هم هست
- وینسنت ولنتاین[پانویس ۲۸] عضو سابق گروه ترکس[پانویس ۲۹] که یک بار کشته شده و به زندگی بازگشته

ضد قهرمان اصلی بازی سفیراث نام دارد که عضو سابق سولجر بوده و همه فکر می‌کنند سال‌ها پیش مرده.

## داستان
فاینال فانتزی ۷ با همراهی کلاود و آوالانچ در حمله به رآکتورهای ماکو در شهر میدگار شروع می‌شود. با وجود موفقیت مأموریت اول، آوالانچ در رآکتور دیگری گیر می‌افتد. رآکتور منفجر شده و کلاود به قسمت پایینی میدگار سقوط می‌کند. کلاود روی تختی از گل می‌افتد و رسماً با ارس آشنا می‌شود. با سر رسیدن گروه ترکس که به دنبال ارس هستند، کلاود محافظت از ارس را قبول می‌کند و او را نجات می‌دهد. پس از اینکه شینرا مخفیگاه آوالانچ را پیدا می‌کند، با منفجر کردن کامل بخش هفت میدگار تمام جمعیت آن را به همراه سه عضو آوالانچ می‌کشد. گروه ترکس ارس را دستگیر می‌کنند. ارس آخرین بازمانده از نژاد سترا می‌باشد. نژادی که بسیار به سیاره نزدیک بوده و تصور می‌شده که نابود شده‌اند. رئیس شینرا معتقد است ارس می‌تواند او را به سرزمین موعود برساند. سرزمینی مملو از شادی و آبادی که او انتظار دارد در آنجا انرژی ماکو پیدا کند.
اعضای باقی‌مانده آوالانچ به ساختمان شینرا نفوذ می‌کنند تا ارس را نجات دهند. بعد از آزاد کردن ارس و رد سیزده، سفیراث به ساختمان حمله کرده و همه از جمله رئیس شینرا را می‌کشد. پیش از این تصور می‌شد سفیراث مرده اما او زنده‌است و می‌گوید که اجازه نخواهد داد که دست شینرا به سرزمین موعود برسد. در جریان حمله سفیراث به شینرا بدن بی سر جنووا ناپدید می‌شود. پس از این حمله روفوس ریاست شینرا را بر عهده می‌گیرد و آوالانچ به تعقیب سفیراث می‌پردازد. در جریان این سفر سید، کیت سیث، یوفی و وینسنت به گروه می‌پیوندند. نقشه سفیراث این است که اگر بتواند آسیب جدی به سیاره وارد کند، سیاره برای بهبود خود جریان زندگی را در محل آسیب جمع می‌کند در این صورت سفیراث با حضور در این محل تمام انرژی را جذب کرده و به صورت یک خدا متولد می‌شود و بر سیاره حکومت می‌کند. سفیراث تصمیم می‌گیرد این کار را با احضار جادوی متئور (شهاب سنگ) انجام دهد. ارس به تنهایی برای متوقف کردن سفیراث می‌رود. آوالانچ در تعقیب او به شهر باستانی سترا می‌رسد. در آنجا ارس را در حال دعا کردن میابند و در همین حال سفیراث او را می‌کشد.
تحت تأثیر سفیراث، کلود به خاطرات گذشته‌اش شک می‌کند و تصور می‌کند که یک انسان واقعی نیست و توسط پروفسور هوجو از سلول‌های جنووا به وجود آمده. جنووا موجودی است بیگانه که ۲۰۰۰ سال قبل در سیاره فرود آمده بود. جنووا قصد داشت با کمک ویروس دیوانگی و تغییر شکل به هیولا تمام موجودات سیاره را آلوده کند و بیشتر ستراها را قربانی کرد. سیاره برای دفاع از خودش هیولاهایی به نام وپن به وجود آورد. بیشتر انسان‌ها از جنووا فرار کردند اما گروه کوچکی از ستراها او را شکست داده و محبوس کردند. در نهایت بقایای جنووا توسط پروفسور گست، یکی از محققان شینرا کشف شد. با این فرض که جنووا بازمانده یک سترا می‌باشد، به گست اجازه داده شد که با ترکیب سلول‌های جنووا با جنین انسان یک سترای جدید بسازد. سفیراث در مأموریتی به نیبلهایم فهمید که خودش نتیجه این آزمایش است. سفیراث نتیجه گرفت که یک سترا بوده و فقط از سلول‌های جنووا ساخته شده. سفیراث نیبلهایم را آتش زد تا از کسانی که فکر می‌کرد اجدادش را در دفاع از سیاره تنها گذاشته‌اند انتقام بگیرد. کلود جلوی سفیراث می‌ایستد و پس از مبارزه آن‌ها سفیراث ناپدید می‌شود و تا زمان حمله اش به شینرا فرض بر مرگ او بوده. وقتی آوالانچ به آتشفشان شمالی می‌رسد، سفیراث به کلود می‌گوید که او در نیبلهایم نبوده و عکسی را به او نشان می‌دهد که در آن سربازی مو سیاه به جای کلود حضور دارد. سفیراث میتیور را احضار می‌کند و سیاره در دفاع وپن‌ها را بیدار می‌کند. زلزله‌ای ایجاد می‌شود و کلود به جریان زندگی می‌افتد.
در زمانی که میتیور به آرامی به سیاره نزدیک می‌شود، شینرا سعی می‌کند انسان‌ها را از خطر وپن‌ها نجات دهد. همچنین شینرا تصمیم می‌گیرد تا سفیراث را بکشد با این امید که میتیور متوقف شود. اعضای آوالانچ کلود را در حالتی مسخ شده در یک دهکده ساحلی می‌یابند. فعالیت وپن باعث می‌شود که زمین زیر دهکده باز شود و کلود و تیفا به داخل جریان زندگی بیفتند. در آنجا تیفا خاطرات کلاود را بازسازی می‌کند و واقعیت را دربارهٔ گذشته او می‌فهمد. معلوم می‌شود که کلود هیچوقت عضو سولجر نشده و سرباز مو سیاه خاطرات او در واقع عشق اول ارس و بهترین دوست کلود، زک فیر بوده. زک، تیفا و کلود در مقابل سفیراث قرار می‌گیرند. سفیراث تیفا و زک را شکست می‌دهد اما در نبرد با کلود دو طرف یکدیگر را زخمی می‌کنند و سفیراث در حالی که سر جنووا را به همراه دارد به جریان زندگی پرتاب می‌شود. سفیراث نمی‌میرد بلکه بدن و ذهنش در انرژی ماکو داخل آتشفشان جنووا منجمد می‌شوند.
کلاود و زک از بازمانده‌های زخمی کشتار سفیراث بودند که توسط شینرا مخفی شد. پروفسور هوجو آن‌ها را تحت آزمایش‌های مخفی خود قرار می‌دهد. این آزمایش‌های شامل تشعشعات ماکو و تزریق سلول‌های جنووا بوده. همه به جز زک به حالت کما می‌روند و حدود پنج سال بعد زک فرار می‌کند و کلاود را با خودش می‌برد. وجود سلول‌های جنووا در بدن کلاود باعث می‌شود سفیراث بتواند او را کنترل کند. همچنین به خاطر همین سلول‌ها خاطرات زک وارد ذهن کلاود می‌شوند. زک بیرون میدگار توسط سربازان شینرا کشته می‌شود و از کلاود می‌خواهد به جای هر دوی آن‌ها زندگی کند. سپس تیفا کلاود را در حالی میابد که لباس سولجر را به تن دارد و به او پیشنهاد عضویت در آوالانچ را می‌دهد.
بعد از به هوش آمدن کلود معلوم می‌شود که ارس در آخرین لحظات جادوی هولی (مقدس) را با کمک متریای سفید فعال کرده تا جلوی متئور را بگیرد. با وجود موفقیت ارس، سفیراث جلوی عمل کردن جادو را گرفته بود. آوالانچ و شینرا وپن‌ها متوقف می‌کنند اما بیشتر اعضای شینرا در جریان این کار کشته می‌شوند. عده کمی باقی می‌مانند از جمله ریو توئتسی که معلوم می‌شود کیت سیث را هدایت می‌کند و پروفسور هوجو که مشخص می‌شود پدر سفیراث است. هوجو توضیح می‌دهد که او و همسرش فرزند متولد نشده خود را برای پروژه جنووا ارائه می‌کنند. از آنجا که هوجو قصد داشت در تسخیر جریان زندگی به سفیراث کمک کند، اعضای آوالانچ او را می‌کشند. در نبرد نهایی با سفیراث کلاود او را می‌کشد و جادوی هولی آزاد می‌شود. اما جادو به تنهایی کافی نیست و میتیور تقریباً میدگار را تخریب می‌کند. در پایان جریان زندگی به کمک هولی آمده و متئور نابود می‌شود.

## ساخت و توسعه
طراحی فاینال فانتزی ۷ از سال ۱۹۹۴ پس از عرضه فاینال فانتزی ۶ شروع شد. در آن زمان قرار بود بازی به عنوان پروژه‌ای دو بعدی برای سوپر نینتندو عرضه شود. خالق سری هیرونوبو ساکاگوچی قصد داشت داستان را در نیویورک سال ۱۹۹۹ پیاده کند. پروژه کرونوتریگر به‌طور هم‌زمان در حال تولید بود و آنقدر مهم شد که نیاز به همکاری یوشینوری کیتاسه و سایر طراحان داشته باشد. به همین دلیل بعضی از ایده‌های اصلی فاینال فانتزی هفت در کرونوتریگر استفاده شدند. ایده‌های دیگر مثل نیویورک و شخصیت ساحره ادیا در پروژه‌های بعدی یعنی پارازیت ایو و فاینال فانتزی ۹ استفاده شدند. سناریوی اصلی بازی که توسط ساکاگوچی نوشته شده بود کاملاً با نسخه نهایی متفاوت بود. تتسویا نومورا خاطرنشان می‌کند که ساکاگوچی می‌خواست یک اثر کارآگاهی ارائه کند. سناریوی نهایی توسط کازوشیجه نوجیما و کیتاسه نوشته شد و در آن از ایده‌های ساکاگوچی و نومورا استفاده شد.
توسعه فاینال فانتزی ۷ در سال ۱۹۹۵ ادامه یافت و به تلاش ۱۲۰ هنرمند و برنامه‌نویس با نرم‌افزارهای پاور انیماتور و سافت ایمیج ۳‌دی نیازمند بود. بازی گرانترین بازی زمان خودش بود و بودجه‌ای در حدود ۴۵ میلیون دلار (۶۲میلیون دلار سال ۲۰۱۱) داشت. کیتاسه بازی را کارگردانی کرد و به این نتیجه رسید که سری بدون گرافیک سه‌بعدی از بازی‌های دیگر عقب می‌ماند. تولید با ساخت یک دموی تکنیکی به نام فاینال فانتزی SGI برای سیستم انیکس شرکت سیلیکون گرافیک شروع شد. دمو شامل مدل‌های سه بعدی از نبردهای فاینال فانتزی ۶ بود. به دلیل حجم بالای بازی لوح فشرده برای بازی مناسب بود اما از آنجا که نینتندو برای دستگاه جدیدش از کارتریج استفاده کرد سری فاینال فانتزی به پلی‌استیشن منتقل شد.
با تغییر گرافیک از دو بعدی به سه بعدی تمرکز طراحان بازی بر طراحی واقع گرایانه تر قرار گرفت. همچنین بیش از چهل دقیقه فیلم از پیش رندر شده برای بازی طراحی شد. طراح شخصیت قدیمی فاینال فانتزی، یوشیتاکا آمانو مشغول کارگاه‌ها و نمایشگاه‌هایش در پاریس و نیویورک بود و به همین دلیل طراحی شخصیت فاینال فانتزی هفت به تتسویا نومورا سپرده شد.
نومورا بیان کرده که محدودیت‌های گرافیکی جلوی پیشرفت فاینال فانتزی ۷ را گرفت و مدل‌های او را ساده‌تر نمود. شخصیت کلاود در ابتدا موی بلند و لخت و مشکی داشت تا در تضاد با موی بلند و سفید سفیراث قرار بگیرد، اما از آنجا که ممکن بود مورد قبول بازیکن‌ها قرار نگیرد به شکل فعلی تغییر کرد. لباس تیفا با دامن کوتاه تیره طراحی شد تا در تضاد با لباس بلند و صورتی ارس قرار بگیرد. وینسنت در ابتدا محقق ترسناک بود سپس کاراگاه شد سپس شیمیدان و در نهایت یک عضو سابق ترکس با گذشته‌ای غمبار.
همزمان با عرضه بازی درآمریکای شمالی تبلیغات وسیعی به مدت سه ماه برای بازی انجام شد. از جمله تبلیغ ۳۰ ثانیه‌ای در تلویزیون و تریلر سینمایی یک دقیقه‌ای، یک تبلیغ در تعطیلات با پپسی و تبلیغ در مجلاتی مثل رولینگ استون، دیتیلز، اسپین و پلی‌بوی. بازی در سال ۱۹۹۸ برای کامپیوترهای شخصی هم عرضه شد.

## موسیقی‌متن
موسیقی فاینال فانتزی ۷ توسط نوبوو اوئماتسو نوشته شد. به جای ضبط موسیقی و افکت‌های صوتی اوئماتسو با استفاده از چیپ صدای پلی‌استیشن آهنگ‌ها را با فرمت میدی نوشت. فاینال فانتزی هفت اولین بازی در سری بود که در آن از آواز دیجیتالی شده‌استفاده شده بود. ترانه «فرشته تک بال» به معروف‌ترین کار اوئماتسو تبدیل شد.
موسیقی بازی در قالب چهار لوح فشرده عرضه شد و آهنگ ارس که در بازی پس از مرگ ارس پخش می‌شود بین طرفداران محبوب شد. موسیقی بازی بعدها در تولیدات دیگر اسکوئر از جمله کینگدام هارتس نیز استفاده شد.

## بازتاب‌ها
| گردآورنده  | امتیاز |
| ---------- | ------ |
| گیم‌رنکینگز | ۹۲٫۳۵٪ |
| متاکریتیک  | ۹۲/۱۰۰ |

| ناشر         | امتیاز  |
| ------------ | ------- |
| وان‌آپ.کام    | +A      |
| اج           | ۹/۱۰    |
| فامیتسو      | ۳۸/۴۰   |
| گیم اینفورمر | ۹٫۷۵/۱۰ |
| گیم‌پرو       | ۵/۵     |
| گیم رولیشن   | +B      |
| گیم‌اسپات     | ۹٫۵/۱۰  |
| آی‌جی‌ان       | ۹٫۵/۱۰  |
| ام! گیمز     | ۸۹/۱۰۰  |

فاینال فانتزی ۷ هم موفقیت تجاری کسب کرد و هم مورد قبول منتقدین قرار گرفت. بازی در سه روز اول عرضه در ژاپن ۲٫۳میلیون نسخه فروخت. در آمریکای شمالی هم در سه هفته اول ۵۰۰۰۰۰ نسخه فروش داشت. تا مه ۲۰۱۰ بازی ۱۰ میلیون نسخه فروش داشته‌است.
بازی تحسین جهانی از منتقدین دریافت کرد. وبگاه گیم‌اسپات دربارهٔ آن نوشت تا به حال تکنولوژی، روند بازی و داستان سرایی به خوبی فاینال فانتزی ۷ ترکیب نشده بودند. جی بور از آی‌جی‌ان تأکید کرد که گرافیک بازی سال‌ها از هر بازی پلی‌استیشن جلوتر است. آر پی گیمر موسیقی بازی را تحسین کرده و آن را بهترین کار نوبوو اوئماتسو دانست.
از سال ۱۹۹۷ به بعد بسیاری از مجلات بازی از جمله الکترونیک گیمینگ مانثلی، آی‌جی‌ان و گیم‌اسپات بازی را به عنوان یکی از بهترین بازی‌های تاریخ انتخاب کرده‌اند. گیم‌پرو آن را چهاردهمین بازی مهم و خلاقانه تاریخ نامید. در یک نظر سنجی مجله ژاپنی فامیتسو بازی به عنوان دومین بازی برتر تاریخ انتخاب شد و کاربران سایت GameFAQs آن را بهترین بازی تاریخ نامیدند. البته از بازی به دلیل روند بسیار خطی و ترجمه انگلیسی نسبتاً ضعیف انتقاد شده. همچنین نسخه PC بازی به دلیل مشکلات گرافیکی و صوتی و همچنین افت فریم ریت مورد انتقاد قرار گرفته اما با این حال به عنوان یکی از بازی‌های برتر شناخته شده.

## میراث
از فاینال فانتزی ۷ به عنوان بازی که پلی‌استیشن را فروخت یاد می‌شود. همچنین بازی که پای نقش‌آفرینی‌های کنسولی را به بازار خارج از ژاپن باز کرد. محبوبیت و پایان باز این بازی باعث شد تا کیتاسه و نوجیما بین فاینال فانتزی هفت و فاینال فانتزی ایکس-۲ رابطه داستانی برقرار کنند. شخصیت شینرا در فاینال فانتزی ایکس-۲ مفهوم دریافت انرژی از سیاره را ارائه می‌کند.
صحنه‌های سینمایی بازی به ساکاگوچی اجازه داد تا اولین فیلم فاینال فانتزی را با نام فاینال فانتزی: ارواح درون تولید کند. استفاده از دنیای مدرن و پیشرفته در کارهای بعدی از فاینال فانتزی هفت شروع شد.
شخصیت‌های زیادی از فاینال فانتزی ۷ در بازی‌های دیگر به عنوان مهمان حاضر بوده‌اند. از جمله بازی مبارزه‌ای ایاگایتز و بازی مشترک اسکوئر و شرکت والت دیزنی کینگدم هارتس. همچنین در بازی دیسیدیا از شخصیت‌های بازی از جمله کلود و سفیراث استفاده شده. صحنه مرگ ارس همواره به عنوان یکی از احساسی‌ترین لحظات در تاریخ بازی‌های رایانه‌ای یاد می‌شود. همچنین سفیراث به عنوان یکی از محبوب‌ترین شخصیت‌های منفی تاریخ شناخته شده.

## رسانه‌ها و محصولات مرتبط
گردآوری فاینال فانتزی ۷ عنوان رسمی بازی‌ها انیمیشن‌ها و داستان‌های کوتاه بر اساس داستان و دنیای فاینال فانتزی هفت می‌باشد. بازی فاینال فانتزی ۷: قبل از بحران به وقایع شش سال قبل از بازی می‌پردازد. فیلم فاینال فانتزی ۷: ظهور کودکان وقایع دو سال بعد از بازی را روایت می‌کند. عزای سربروس: فاینال فانتزی ۷ سه سال بعد از بازی رخ می‌دهد و شخصیت محوری آن وینسنت است. بازی کرایسیس کور نیز به ماجراهای زک می‌پردازد.

## برابرهای انگلیسی
1. ↑  Active Time Battle
2. ↑  Materia
3. ↑  Limit Break
4. ↑  the Planet
5. ↑  Midgar
6. ↑  Shin-Ra Electric Company
7. ↑  Junon
8. ↑  Fort Condor
9. ↑  Kalm
10. ↑  Gold Saucer
11. ↑  Corel Prison
12. ↑  Costa del Sol
13. ↑  Gongaga
14. ↑  Nibelheim
15. ↑  Rocket Town
16. ↑  Cosmo Canyon
17. ↑  Wutai
18. ↑  City of the Ancients
19. ↑  North Crater
20. ↑  Cloud Strife
21. ↑  Barret Wallace
22. ↑  Tifa Lockhart
23. ↑  Aeris Gainsborough البته نام اصلی این شخصیت ایریث (Aerith) می‌باشد که در نسخه انگلیسی به اشتباه Aeris ترجمه شده و رایج گشته
24. ↑  Red XIII
25. ↑  Cait Sith
26. ↑  Cid Highwind
27. ↑  Yuffie Kisaragi
28. ↑  Vincent Valentine
29. ↑  the Turks
30. ↑  Sephiroth
31. ↑  SOLDIER
32. ↑  AVALANCHE
33. ↑  Cetra
34. ↑  Promised Land
35. ↑  Mako
36. ↑  Rufus
37. ↑  Life Stream
38. ↑  Meteor
39. ↑  Professor Hojo
40. ↑  Jenova
41. ↑  WEAPON
42. ↑  Professor Gast
43. ↑  Zack Fair
44. ↑  Holy
45. ↑  Reeve Tuetsi